# Marcus Morton

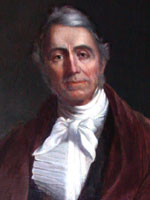
Marcus Morton

Marcus Morton (* 19. Dezember 1784 in Freetown, Massachusetts; † 6. Februar 1864 in Taunton, Massachusetts) war ein US-amerikanischer Jurist und Politiker und zwischen 1825 und 1844 mehrfacher Gouverneur des Bundesstaates Massachusetts. Zwischen 1817 und 1821 vertrat er seinen Staat im US-Repräsentantenhaus.

## Frühe Jahre
Marcus Morton besuchte bis 1804 die Brown University in Providence, Rhode Island. Nach einem anschließenden Jurastudium und seiner Zulassung als Rechtsanwalt begann er 1807 in Taunton in seinem neuen Beruf zu arbeiten. Im Jahr 1811 war Morton Schriftführer im Senat von Massachusetts.

## Politischer Aufstieg
Morton wurde zunächst Mitglied der Demokratisch-Republikanischen Partei, als deren Kandidat er im Jahr 1816 in das US-Repräsentantenhaus gewählt wurde. Nach einer Wiederwahl im Jahr 1818 konnte er seinen Staat zwischen dem 4. März 1817 und dem 3. März 1821 als Abgeordneter im Kongress vertreten. Von 1819 bis 1821 war er dort Vorsitzender des Committee on Revisal and Unfinished Business. Im Jahr 1820 verfehlte Morton eine erneute Wiederwahl. Im Jahr 1824 bis 1825 war er Vizegouverneur seines Staates. Nach dem Tod von Gouverneur William Eustis am 6. Februar 1825 musste Morton dessen Amtszeit beenden. Damit war er zwischen dem 6. Februar 1825 und dem 26. Mai 1825 erstmals Gouverneur von Massachusetts. Zwischen 1825 und 1840 war er Richter am Massachusetts Supreme Judicial Court. Nachdem sich seine Partei in den 1820er Jahren aufgelöst hatte, wurde Morton Mitglied der von Andrew Jackson gegründeten Demokratischen Partei. Bis 1838 war er deren Vorsitzender in Massachusetts.

## Gouverneur von Massachusetts
Nachdem er sich bereits zwölf Mal vergeblich um den Posten des Gouverneurs beworben hatte, wurde er am 11. November 1839 doch noch in dieses Amt gewählt. Allerdings betrug sein Vorsprung gerade einmal zwei Wählerstimmen. Er verfehlte die Wiederwahl im Jahr 1840, so dass seine zweite Amtszeit nur vom 18. Januar 1840 bis zum 7. Januar 1841 lief. Auch bei der Gouverneurswahl des Jahres 1841 unterlag Morton gegen John Davis, den Kandidaten der Whig Party. Die Wahl des Jahres 1842 brachte keine Entscheidung und wurde vom Staatssenat zu Gunsten von Morton entschieden, der somit zwischen dem 17. Januar 1843 und dem 3. Januar 1844 eine dritte Amtszeit absolvieren konnte. Eine weitere Kandidatur im Jahr 1843 scheiterte erneut.

## Weiterer Lebenslauf
Trotz seiner erneuten Niederlage blieb Morton politisch aktiv. Zwischen 1845 und 1849 leitete er die Zollbehörde in Boston. Im Jahr 1853 war er Delegierter auf einer Versammlung zur Überarbeitung der Staatsverfassung und im Jahr 1858 war er Abgeordneter im Repräsentantenhaus von Massachusetts. Er starb im Februar 1864 in Taunton. Marcus Morton war mit Charlotte Hodges verheiratet, mit der er zwei Kinder hatte.